# Dimitri Levendis
Dimitri Levendis es un personaje ficticio de la serie de espionaje Spooks. Dimitri es interpretado por el actor británico Max Brown desde el 20 de septiembre de 2010, hasta el final de la serie el 23 de octubre de 2011.

## Antecedentes
Dimitri es divertido, cálido y valiente. Anteriormente trabajó como un soldado en la SBS, una unidad de fuerzas especiales de la Marina Real Británica, sin embargo decidió renunciar.

## Novena Temporada
Poco después Dimitri se une a la Sección D del MI5, por sus habilidades específicas en la conexión entre la piratería y el terrorismo. El enfoque de Dimitri sobre ser un espía es mucho más relajado al de Lucas North y aunque constantemente es brillante en su trabajo disfruta divertirse. 
En su primera misión Dimitri fue encubierto como el capitán de un buque, el cual es secuestrado por terroristas somalíes, con la intención de bombardear las Casas del Parlamento en Londres. Gracias a las habilidades del grupo la bomba es detonada debajo de Londres sin consecuencias. Después de esto Dimitri comienza a trabajar como un operativo de campo y ayudando en numerosas misiones.
En el transcurso de su trabajo ha formado un vínculo con su superior Lucas North y con Beth Bailey quien llegó a la Sección al mismo tiempo que él. 
Durante el cuarto episodio la Inteligencia China planta una furgoneta llena de explosivos en una concurrida calle de Londres, Dimitri heroicamente arriesga su vida y logra evacuar la zona y desactivar la bomba.